# Аецій, останній римлянин (роман)
Аецій, останній римлянин (пол. Aecjusz ostatni rzymianin ) – історичний роман польського письменника Теодора Парницького, опублікований видавництвом «Roj» у 1937 році.

## Сюжет
Аецій, син комеса Гавденція, проводить свою юність у заручниках спочатку короля готів Аларіха, потім – гунського короля Ругіли. Він добре вивчає мову та звичаї варварів і товаришує з ними. 
Під час повстання гине його батько, і Аецій повертається до Італії та вступає на військову службу. 
Після смерті імператора Гонорія він виступає на боці узурпатора Іоанна, але не встигає своєчасно прийти на допомогу.
Проте, маючи під керівництвом армію гунів, він змушує Галлу Плацидію, сестру Гонорія, яка править від імені малолітнього імператора Валентиніана, прийняти свої умови.
Після цього він відправляється у Галлію, де веде війну проти вестготів та франків, отримує перемоги та повертається зі славою переможця. 
Він також виходить переможцем численних політичних інтриг та громадянської війни, поступово захоплюючи фактичну владу у Західній імперії.
З часом Аецій налагоджує відносини із вандалами та повертає Риму частину захоплених ними африканських провінцій. Веде напружену боротьбу із вестготами та бургундами, але передбачаючи майбутній конфлікт із гунами, віддає бургундам частину земель імперії.
Але його діяльність не обмежується військовими справами. Задля укріплення війська Аецій активно впливає й на податкову політику. 
За активну діяльність деякі з сучасників називають його щитом імперії.  
В поході проти франків Аецій зупиняється на віллі римського патриція, який перекладає «Іліаду». В розмові з Аецієм він називає його останнім римлянином та завдячує за роки миру, які дають змогу творити красу мистецтва для нащадків. 

## Критика
За публікацією польського видання «Myśl Konserwatywna», «Серед багатьох … польських історичних романів можна знайти твори різної якості. Часто посередні…але можемо знайти хороші романи. Дуже хороші. «Аецій, останній римлянин» Теодора Парницького», безперечно один із них».
На думку польської літературознавиці Малгожати Чермінської, «Молодий письменник знаходить власне історіософське рішення: створює утопію про рятівну роль великого мистецтва, великої літератури, великого епосу». 